# Place Diana
Place Diana je náměstí v Paříži. Nachází se v 16. obvodu. Svůj název získalo po britské princezně Dianě, která v roce 1997 zahynula při autonehodě v tunelu, do kterého se v těchto místech vjíždí. 

## Významné stavby
Nejznámějším objektem na náměstí je Plamen Svobody (Flamme de la Liberté). Jedná se o repliku pochodně, kterou drží Socha Svobody. Toto dílo věnoval městu Paříži v roce 1989 newyorský deník International Herald Tribune a bylo umístěno mezi náměstí a most u vjezdu do tunelu, kde 31. srpna 1997 při autonehodě zemřela princezna Diana. Plamen od té doby slouží jako neoficiální princeznin památník.